# Автомагістраль G35 Цзінань—Гуанчжоу
Автомагістраль Цзінань-Гуанчжоу (кит.: 济南－广州高速公路), позначена як G35 і зазвичай згадується як швидкісна автомагістраль Цзігуан (кит.: 济广高速公路) — швидкісна дорога, що з’єднує міста Цзінань, Шаньдун, Китай, і Гуанчжоу, Гуандун. Після повного завершення довжину буде становити 8,350 км.
Єдина ділянка швидкісної дороги, яка наразі все ще будується, знаходиться в Сіннін, Гуандун.